# Southern Sydney Freight Line
Southern Sydney Freight Line (SSFL) (svenska: Södra Sydneys godsbana) är en enkelspråig godsbana i storstadsområdet Sydney i New South Wales i Australien. Godsbanan sträcker sig från järnvägsknuten Enfield West, som ligger nära godsterminalen Sydney Freight Terminal, till järnvägsknuten Macarthur South Junction där den ansluter med delstatens södra stambana, Main Southern Line, cirka 58 kilometer utanför Sydney. Banan är planskild från pendeltågsbanorna och detta innebär att godstågen inte behöver stanna och vänta tills det finns en tågfärdväg mellan pendeltågen.
Southern Sydney Freight Line sköts av Australian Rail Track Corporation, och ingår i järnvägsnätet Defined Interstate Rail Network som sträcker sig mellan de flesta delstatshuvudstäder i Australien. Projektet fick bygglov 28 november 2008, och banans första delsträcka, mellan befintliga spår vid Enfield West och Leightonfield, invigdes 24 juni 2012. Godsbanan andra delsträcka, från Leightonfield till Macarthur South Junction, togs i bruk den 23 december 2012.

## Banbeskrivning

### Enfield West - Leightonfield
Godsbanan börjar vid järnvägsknuten Enfield West, som ligger nära godsterminal Sydney Freight Terminal, i anslutning med godsbanan Metropolitan Goods Line och följer sedan, och även utnyttjar, befintliga spår tills den kommer till Sefton Park Junctions. Vid Sefton Park Junctions dyker Southern Sydney Freight Line under pendeltågsbanan Bankstown Line, i en liten tunnel som heter SSFL Dive. Efter diven följer Southern Sydney Freight Line stambanan Main Southern Line till Leightonfield och Leightonfield godsbangård. I Leightonfield godsbangård ansluter SSFL med befintliga spår som i sin tur ansluter efter att kort avstånd med Main Southern Line. Sträckan mellan Enfield West och Leightonfield är 5,5 km lång.